# 里昂第二大學
盧米耶里昂第二大学（法語：Université Lumière Lyon-II）又稱里昂第二大學，位于法国第三大城市里昂。1969年，原里昂大學的法學院、人文學院和社會科學院組成里昂第二大学，以人文科學、藝術及管理等學術領域闻名。兩個校區分別是在里昂市中心的羅納河岸校區（Berges du Rhône） 和位於里昂郊區的阿爾卑斯校區（Porte des Alpes） 。

## 历史沿革

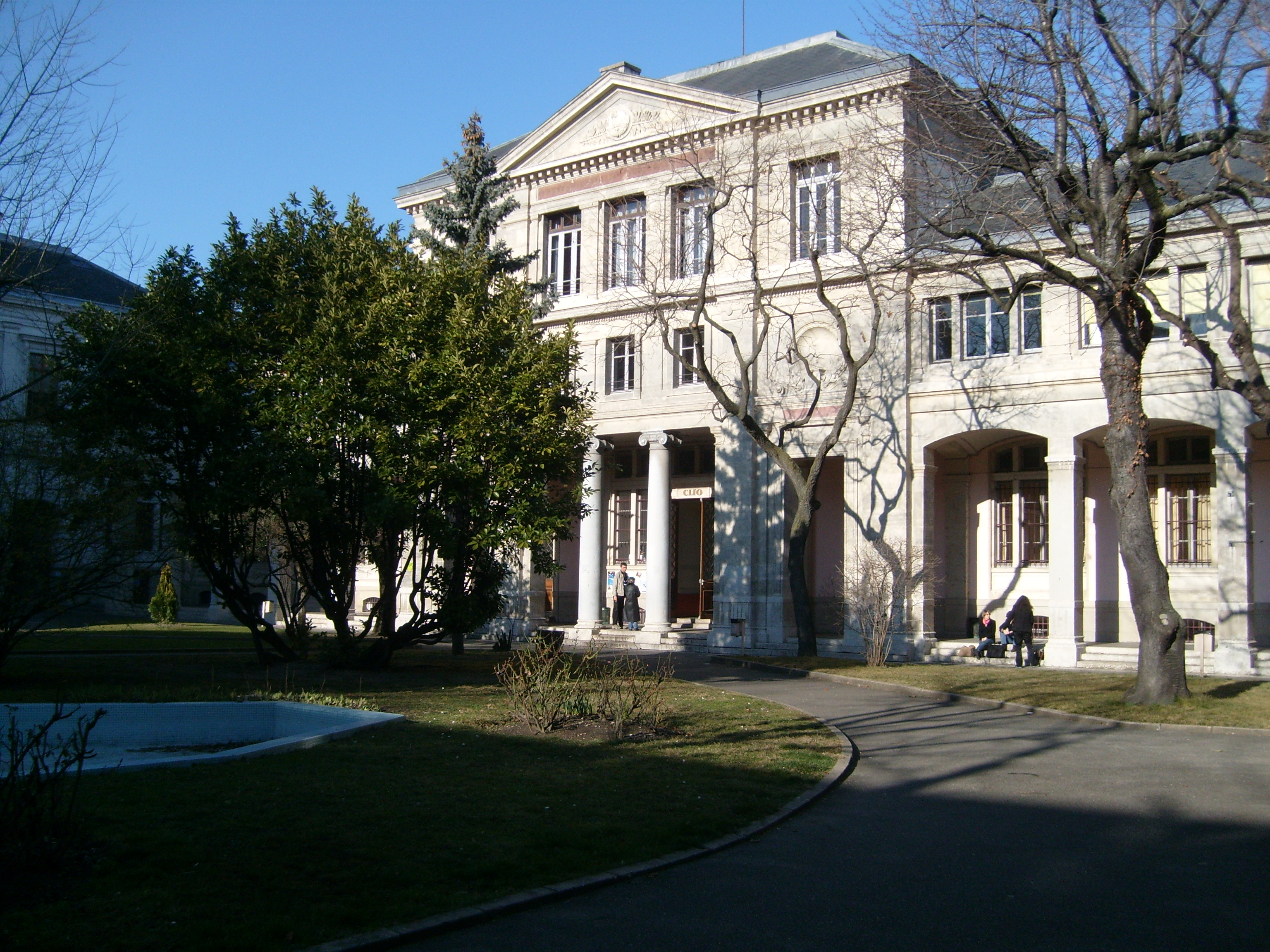
里昂第二大学在羅納河岸校区的法學院的侧面照

截至18世紀末，里昂還沒有大學。教育仍然與宗教團體聯繫在一起，並受到該鎮商業、科學和工業需求的影響。1835年和1838年分别創建科學和人文學院。1874年和1875 年又分别创建醫學和法律學院。1896年，所有這些學院合併形成里昂大學。同年，羅納河左岸的歷史建築落成，最初是醫學和科學學院，後來是法律和人文學院。里昂第二大學現在建立在這些建築物的一部分。
1969年12月，根據1968年的Loi Faure，創建了里昂第二大學。根據該法案，每所大學都必須是法律上獨立的機構。里昂第二大学包括法律、人文和社會科學。學生人數很快就顯著增加，于是大學在Bron進行了擴建，1970年代在那裡建造了一個新校區，其原始特徵包括模塊化組織、大學內的街道和景觀環境。幾年來，它一直是布隆附近的Porte des Alpes開發區的一部分。
1987年，里昂第二大學更名為里昂第二盧米埃爾大學，纪念卢米埃尔兄弟。該標誌由里昂藝術與設計學院創建，反映了該大學的新目標：提供最佳的文化基礎、促進倡議和向世界開放。
2020年，里昂三所大学连同里昂一些研究机构重新整合为院校共同体（ComUE）里昂大学。

## 院系设置
里昂第二大學共設有6個學院（UFR）
- 人類學、社會學和政治學院（ASSP）
- 經濟管理学院（SEG）

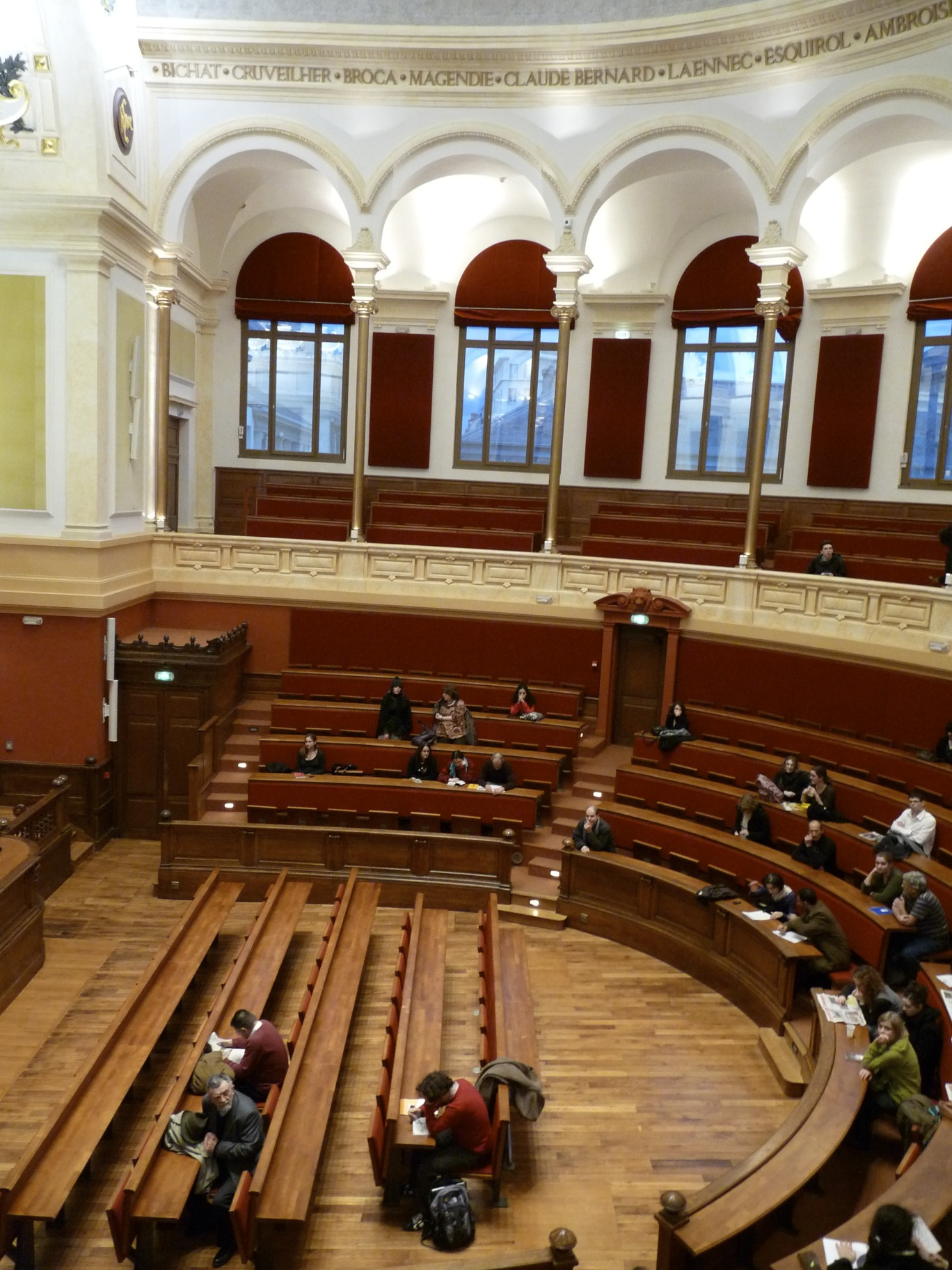
学校的阶梯教室

- 法學院（Julie-Victoire-Daubie）
- 历史学和地理学院（TT）
- 語言学院
- 文學、語言科學和藝術(LESLA)

6個研究所（instituts）
- 传播学研究所（ICOM）
- 里昂研究与工作研究所（IETL）
- 工会培训研究所（IFS）
- 心理学研究所
- 科学与教育和培训实践研究所（ISPEF）
- 大学技术学院

## 外部連結
- . 青梅子.   [2019-05-26]. （原始内容存档于2019-05-26） （中文）.